# 버스전용차로
버스전용차로( - 專用車路, 영어: bus lane, bus-only lane)는 교통 혼잡을 개선하기 위해 대중교통 수단인 버스만 통행할 수 있게 지정한 전용 차로이다. 버스전용차로가 지정된 도로는 특정 차선에 버스만 통행할 수 있으며, 통행할 수 있는 기간과 시간이 명시되어 있는 경우도 있다.

## 개요
버스전용차로는 다른 차량의 소통에 지장을 주지 않기 위해 고속도로에서는 도로 1차선에, 일반도로에서는 도로 가변에 설치하는 것이 일반적이다. 대한민국의 경우, 보통 9인승 이상의 자동차(이 중, 12인승 이하는 6명 이상이 탑승했을 때에만 통행이 가능함.)만 통행할 수 있지만, 경우에 따라서 긴급자동차도 통행할 수 있다. 반면 다른 국가의 버스전용차로는 도시의 교통 상황에 따라서 택시의 통행이 가능한 경우도 있다.
버스전용차로는 간선급행버스체계(BRT)의 중요한 구성 요소가 되기도 한다. 미국은 1940년 시카고에서 처음으로 만들어졌으며, 대한민국에서는 대전광역시에서 1995년 7월에 최초로 버스전용차로 제도를 시행하였다. 버스전용차로를 시행한 대도시의 경우는 대부분의 교통난이 상당수 해결되는 큰 성과를 거두었다. 한편 버스전용차로에서 지정한 시간대에 다른 자동차들이 버스전용차로로 다닐 경우에는 벌금과 제재가 가해지기도 한다.

## 각국의 버스전용차로 역사 및 현황

### 대한민국

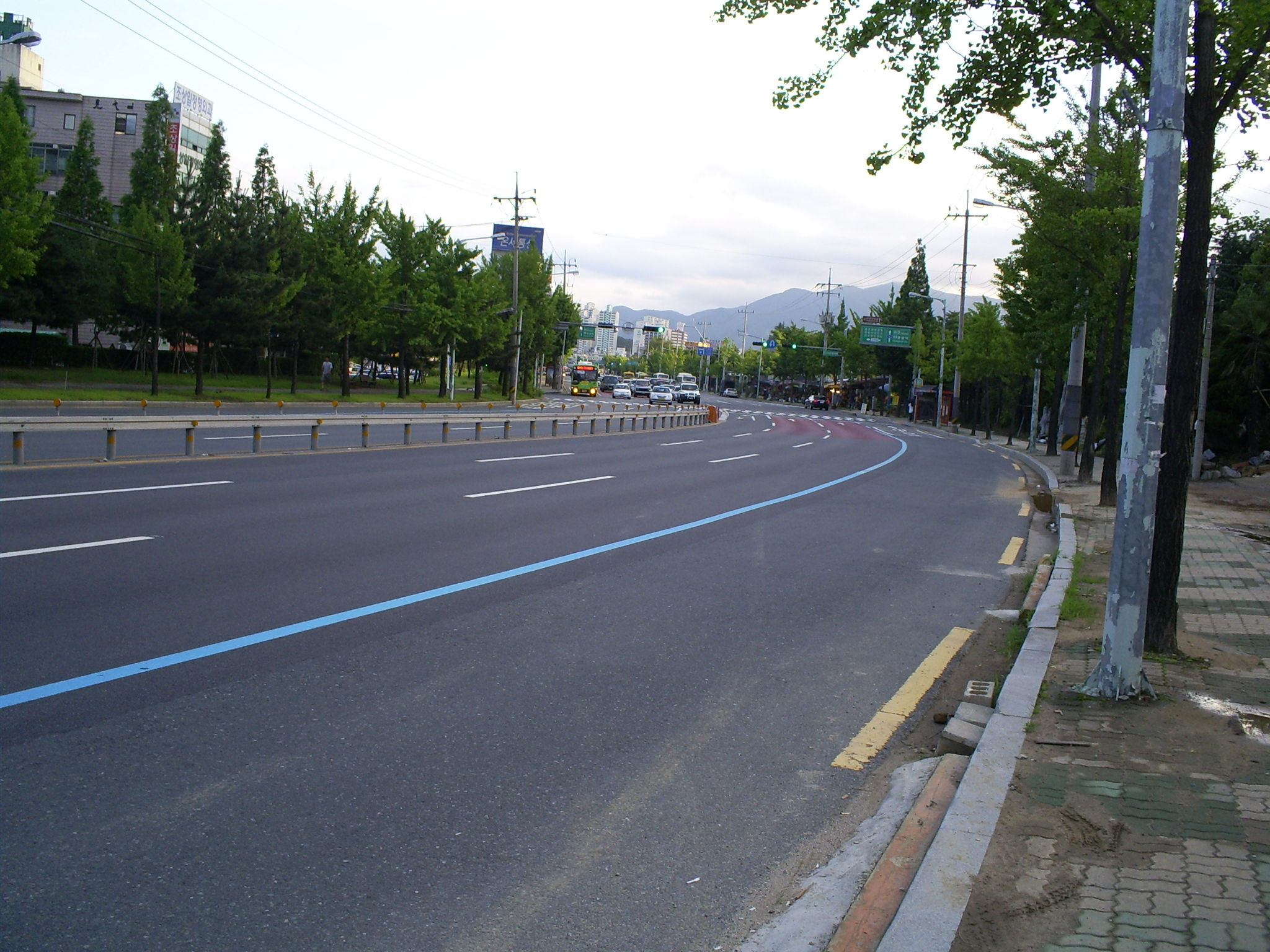
대한민국 경상남도 창원시 의완로 버스전용차로(청색 실선 바깥쪽)

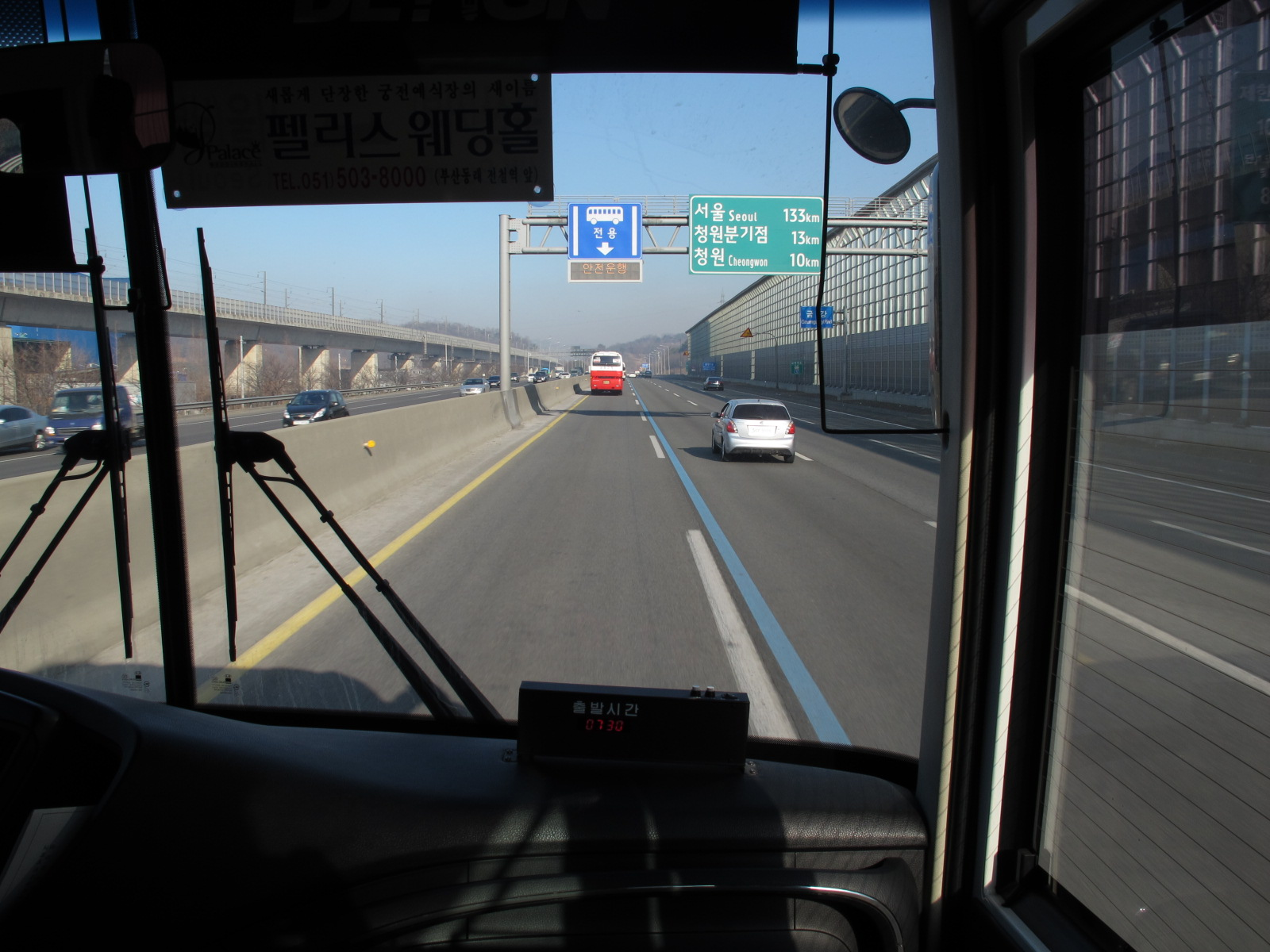
대한민국 경부고속도로 버스전용차로

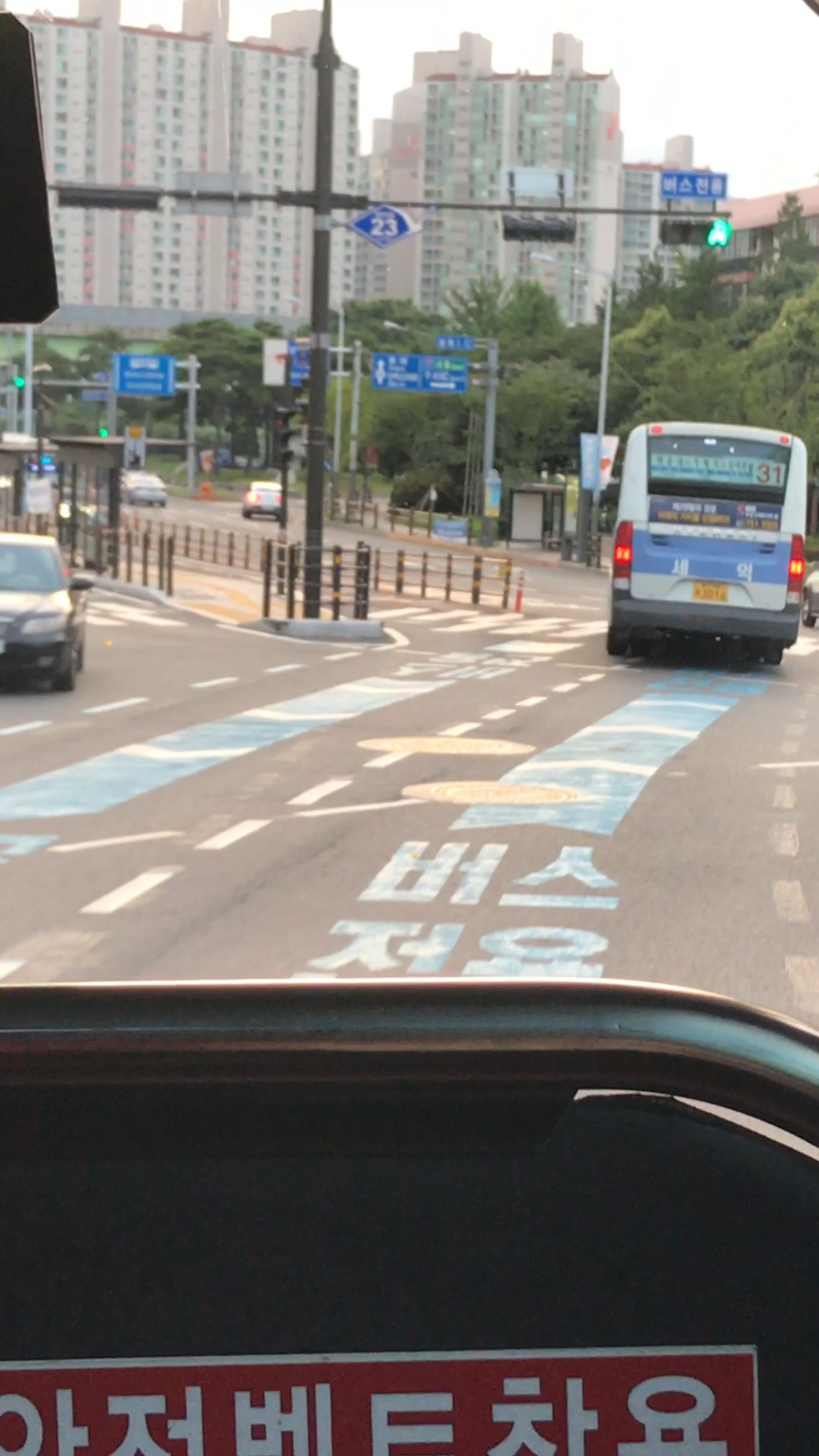
대한민국 부산광역시 중앙버스전용차로(원동IC교차로 ~ 원동교앞 정류장 사이)

대한민국에서의 버스전용차로 표지(그림)

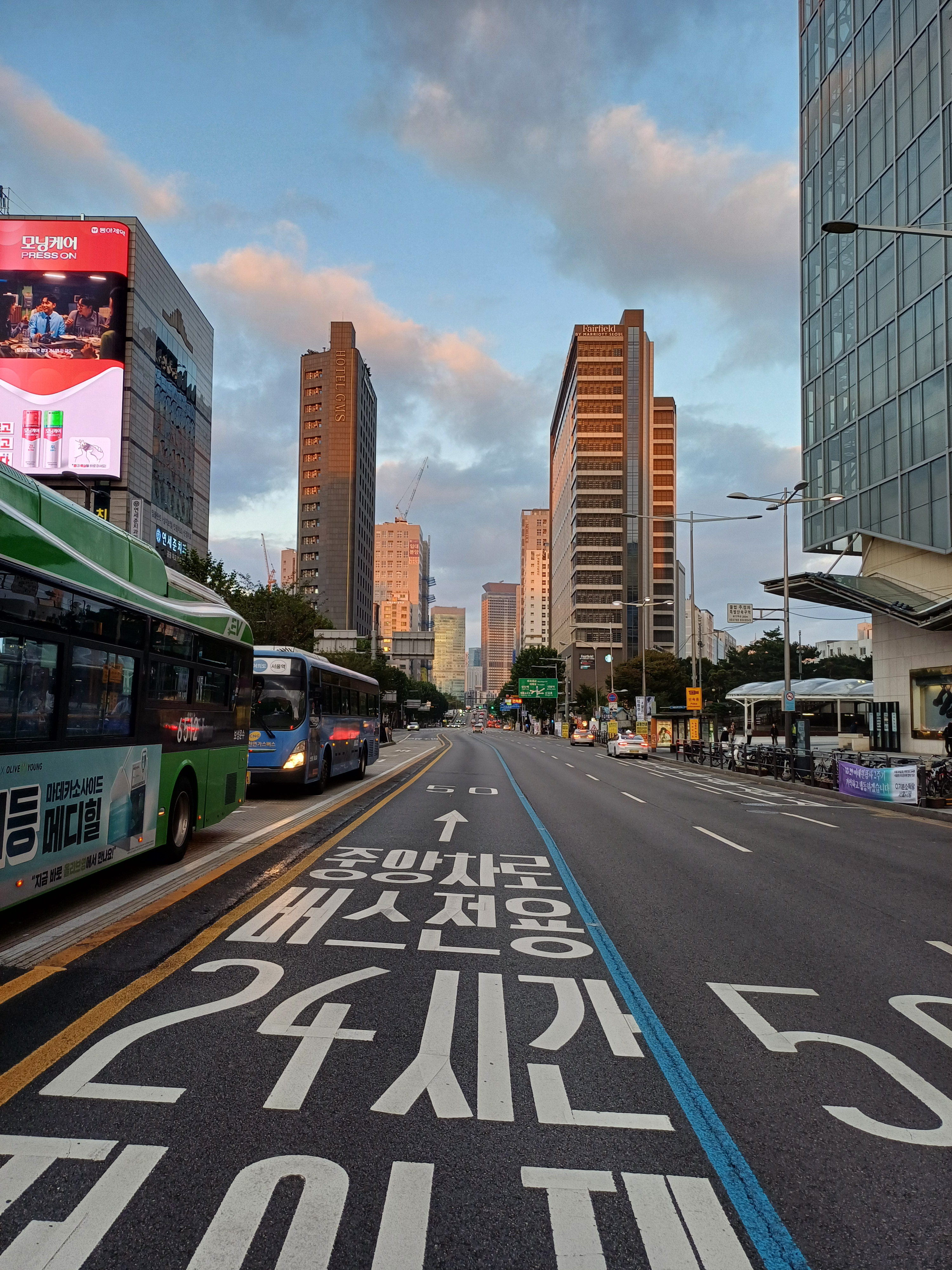
대한민국 국도 제46호선 영등포역앞 중앙버스전용차로

대한민국에서는 1980년대 이후 자동차 이용 인구가 급격히 증가하여 도로교통에 여러 가지 문제점이 발생하면서 이에 대한 미비점을 보완하기 위해 1990년 8월 1일 개정된 도로교통법에서 처음으로 명시되었다. 당시 명시된 명칭은 '버스전용거선' 또는 버스전용차선이며, 대중교통수단인 노선 버스에 도로 사용의 우선권을 주기 위해 버스전용차선을 설치할 수 있다는 조항을 신설했다.

제13조의2 (버스전용거선의 설치) ①제13조제1항의 규정에 의하여 차선을 설치함에 있어서 시·도지사는 노선버스의 원활한 소통을 위하여 특히 필요한 때에는 도로에 버스전용차선을 설치할 수 있다.

②노선버스외의 차마는 제1항의 규정에 의한 버스전용차선으로 통행하여서는 아니된다. 다만, 대통령령이 정하는 부득이한 경우에는 그러하지 아니하다.
— 법률 제4243호 도로교통법, 1990년 8월 1일 일부개정.

또한 1990년 10월 29일 도로교통법시행규칙 개정을 통해 기존 차선에 따른 통행구분에서 1차로는 승용자동차만 통행할 수 있게 되어 있던 것을 버스전용차선이 설치된 도로에서는 버스전용차로를 제외한 차선을 기준으로 정하게 변경되었다.
- 1993년 2월 : 서울특별시 한강로, 왕산로, 동작대로, 강남대로에 최초로 버스전용차로가 지정되었다.[7]
- 1994년 : 경부고속도로 양재 나들목 ~ 신탄진 나들목 구간 상위 1차선을 버스전용차로 제도가 시행되었다. 시행 기간은 1차 7월 30일 12시부터 7월 31일 12시까지 24시간, 2차 8월 13일 12시부터 8월 14일 20시까지 32시간, 추석 명절 9월 17일 12시부터 9월 20일 12시까지 72시간이 시행되었다.[8][9]
- 1994년 10월 5일 : 경부고속도로 버스전용차로 폐지[10]
- 2006년 : 경기도 고양시에서 서울특별시를 제외한 수도권 지역의 일반도로에서 중앙버스전용차로가 개통되었다.
- 2008년 : 광주광역시에서 수도권을 제외한 지역의 일반도로에서 중앙버스전용차로가 개통되었다. 하지만 2012년 4월부터 8월까지 해당차로를 철거하고 일반차로로 전환되었다.
- 2013년 7월 22일 : 인천광역시 서구 청라국제도시 일대에서 청라 ~ 강서 간선급행버스체계가 도입되어 개통되었다.
- 2016년 12월 20일 : 부산광역시 해운대구 일대에서 영남권 일반도로 최초로 중앙버스전용차로가 개통되었다.
- 2017년 7월 29일 : 영동고속도로 여주 분기점 ~ 신갈 분기점 41.4km 구간에서 버스전용차로제를 시범운영한 이후에 10월부터 정식운영여부를 결정할 예정이다. 영동고속도로의 버스전용차로제 운영 시간은 주말과 공휴일은 오전 7시부터 오후 9시, 명절은 연휴 전날 오전 7시부터 연휴 다음 날 오전 1시까지다.
- 2021년 1월 1일 : 광주광역시에서 북문대로 한방향(운암사거리-시립장애인복지관)과 무진대로 양방향(계수사거리-광천사거리)과 상무대로 양방향(도산역-운천저수지)에 버스전용차로를 개통했다.

### 미국

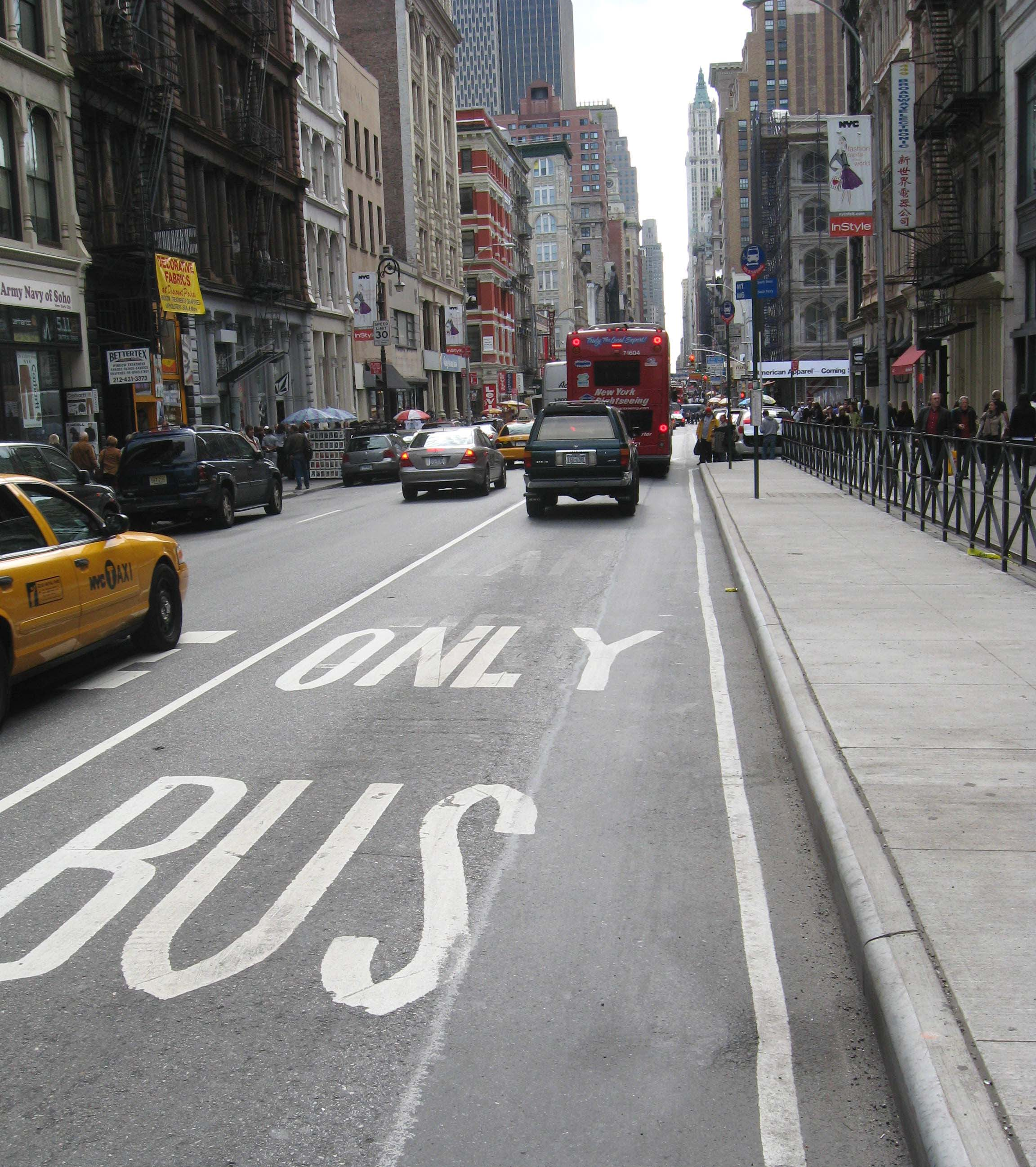
뉴욕 브로드웨이의 버스전용차로. 도로에 "BUS ONLY"(버스 전용)이라고 표기되어 있다.

뉴욕 브루클린 노스트랜드 어베뉴에 있는 셀렉트버스서비스(Select Bus Service:SBS)에서 운영하는 버스전용차로.

1940년, 시카고에서 처음으로 개통했다.

### 싱가포르
200km의 구간(550만명 거주중)이 버스전용차로이며 그 중 23km는 24시간 전일제이다.

### 일본
일본의 버스전용차로는 일본의 도로교통법으로 그 개념이 정해져 있으며(대부분 출퇴근 시간 등 혼잡한 시간에만 버스전용차로로 설정) "버스 전용 차로"(일본어: バス専用レーン)와 "버스 우선 차로"(일본어: バス優先レーン) 2종류가 있다. 또한 가역 차선 규제와 세트로 하고 있는 도로도 있다. 일본 경찰청의 자료에 따르면 1997년 3월 말 시점에서 일본에 있는 버스 전용, 버스 우선 차로는 1,486개의 구간에 총 연장 2,233킬로미터이다. 덧붙여 일본의 경우 고속도로에는 버스전용차로나 버스우선차로가 없다.
일본의 버스 전용 차로는 도로의 좌측 차선을 이용하는 것이 일반적인데 나고야의 경우 도로의 중앙에 버스 전용 차로를 설치하였다. 좌측 차선은 갓길의 불법 주차 등 교통 체증에 취약하지만 중앙 차선은 좌측 차선에서 좌회전하는 차량의 영향을 받지도 않기 때문에 고속 주행이 가능하다는 이점이 있다. 그러나 중앙 차선을 버스전용차로로 하는 경우에는 도로 폭이 최소 25m 이상이어야 하므로 폭이 좁은 도로가 많은 일본에서는 이 방식이 전국적인 인기에 이르지는 않았다.

#### 버스 전용 차로

일본에서의 버스전용차로 표지판. 보통 왼쪽 차선에 설치되어 있다.

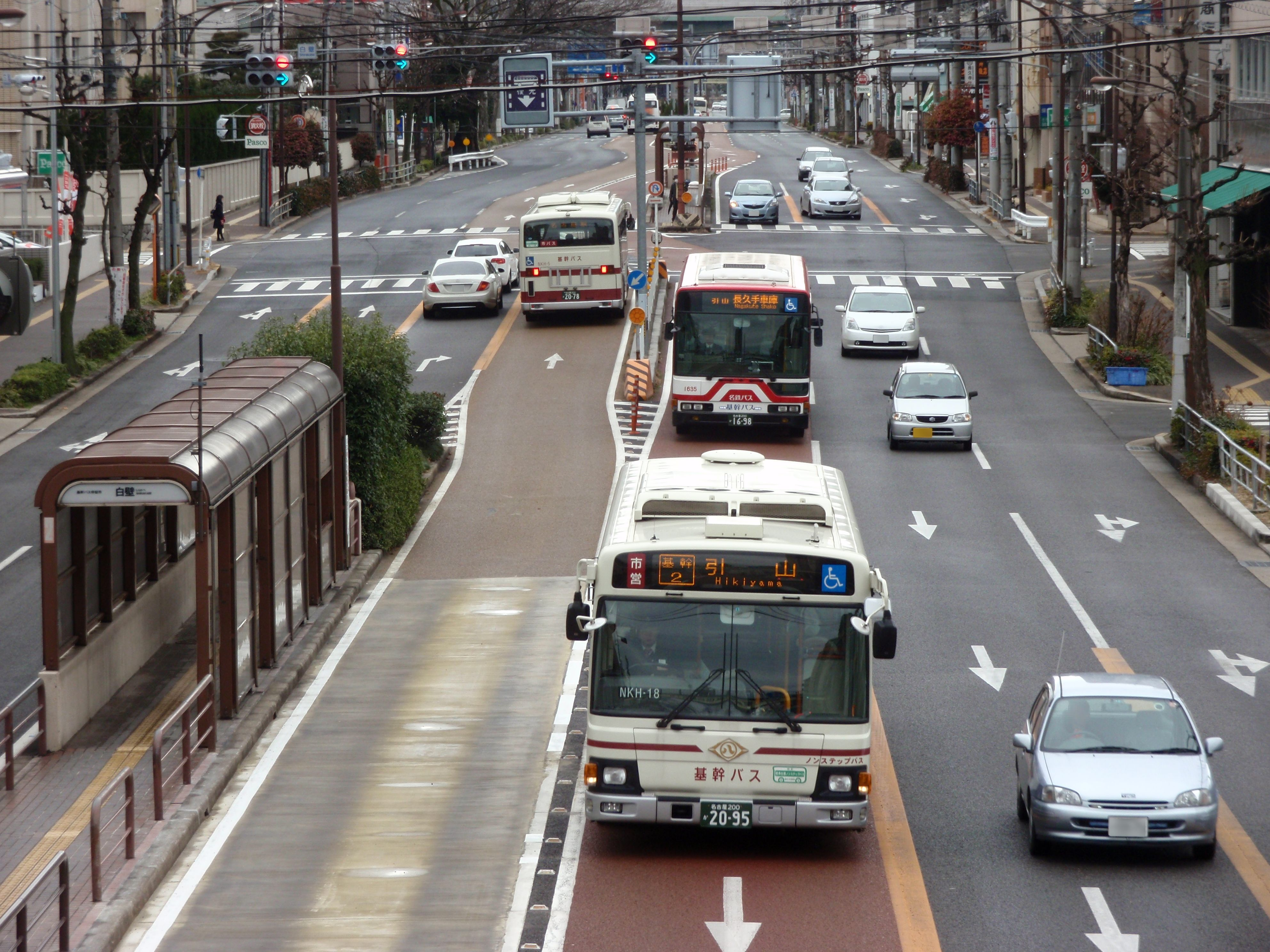
나고야시의 기간 버스의 중앙버스전용차로. 버스전용차로인 곳에 빨간색으로 페인트 칠을 해 구분할 수 있도록 되어 있다.

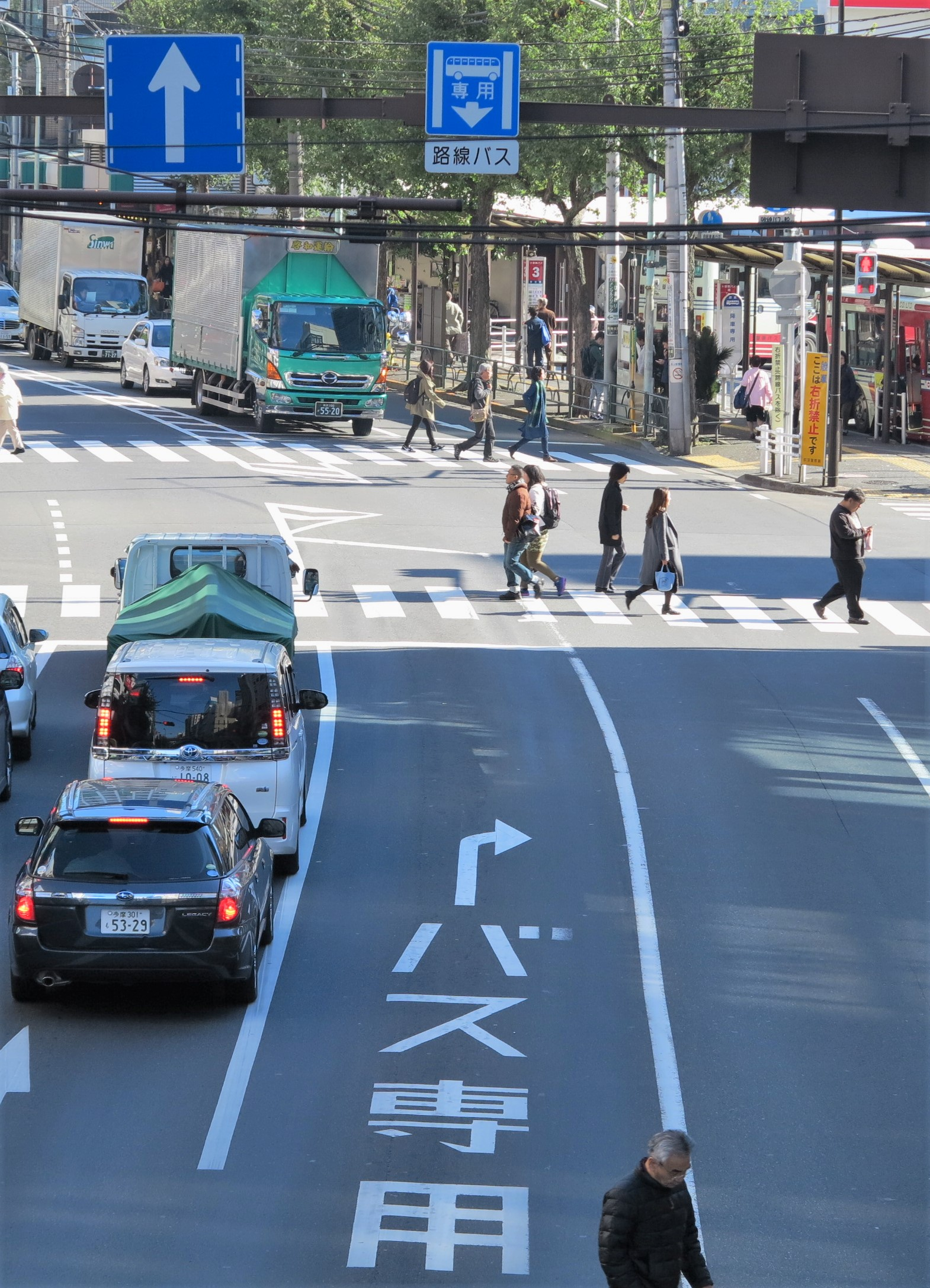
스기나미구 오기쿠보역 앞의 버스 전용 우회전 차선. 역 로터리로의 일반 차량 진입을 제한하고 그로 인해 사용하지 않게 된 우회전 차선을 버스 전용으로 설정한 사례이다.

노선 버스 전용 차선이다. 일반적으로 말 그대로 노선 버스와 스쿨 버스 전용이며 그 이외에 긴급 주행중인 긴급 자동차, 50cc 이하의 스쿠터, 경차 및 소형 특수 자동차의 통행이 허용되며 그 외 일반 자동차의 통행은 허용되지 않는다. 그러나 교차로에서 좌회전을 해야 하는 경우나 도로 공사 등에 의한 차선 규제, 긴급 주행중인 긴급 자동차한테 길을 양보하기 위해서라면 위 원칙에 예외이다. 또한 전술했듯이 원동기를 부착한 자전거, 경차 및 소형 특수 자동차는 개별 규제를 하는 경우를 제외하고는 원칙적으로 주행할 수 있다.
지역에 따라 운용이 다르고 노선 버스 이외에 택시, 하이어 등의 통행이 허용되는 경우(실차중인지 아닌지의 판단도 지역에 따라 다름)나 일정 인원 이상이 타고 있는 자동차도 통행 가능한 경우도 보인다.
버스 전용 차로임을 나타내는 도로 표지판은 푸른색 바탕에 화살표와 버스 그림 기호를 넣고 "専用"→전용이라고 표기한 것이다. 나고야 시 등은 혼잡한 시간대에는 전용차로, 기타 시간대에는 우선차로로 전환하는 작업을 실시하고 있다.

#### 버스 우선 차로

일본에서의 버스우선차로 표지판.

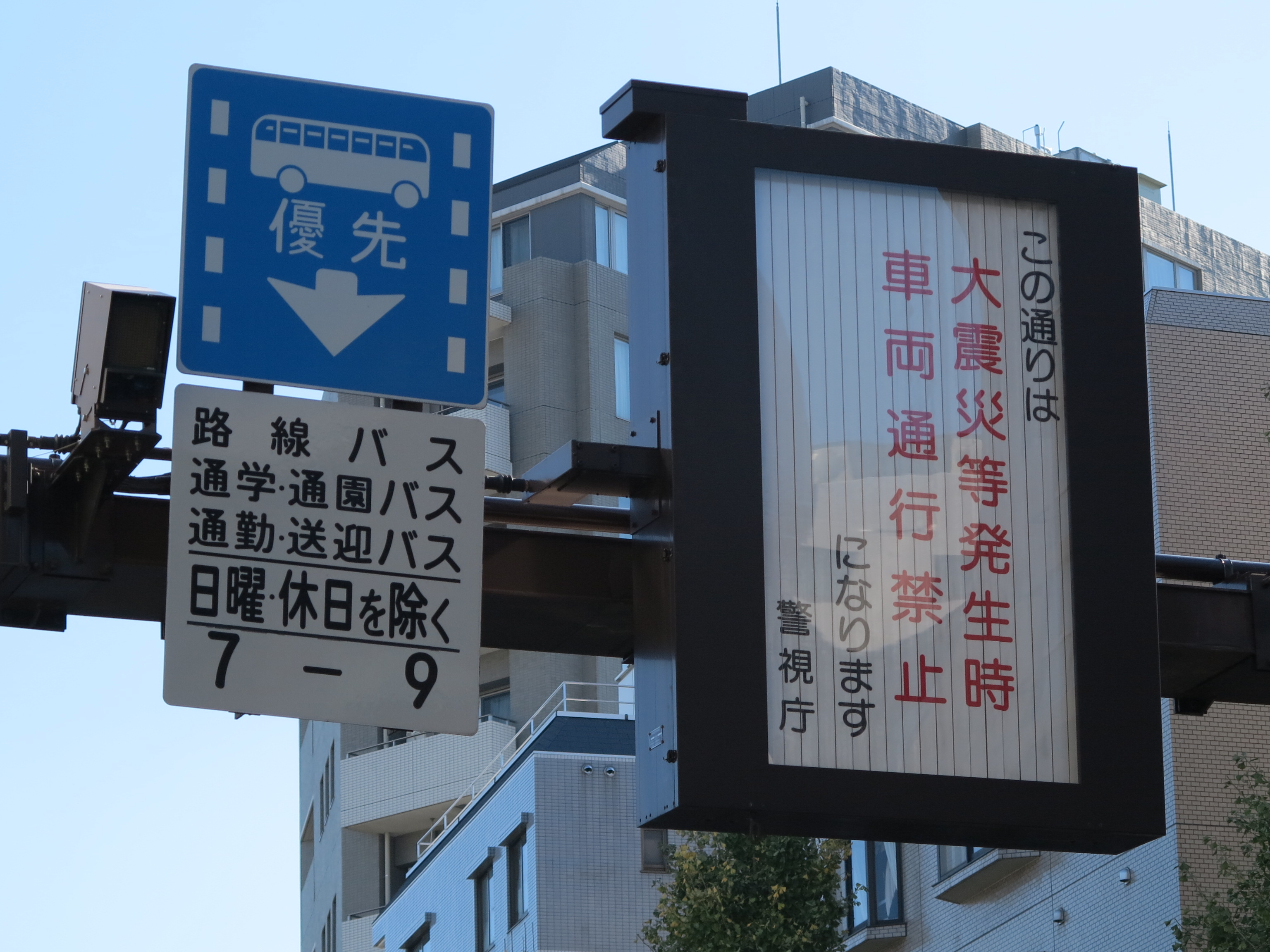
오메가 도의 버스우선차로의 모습.

일본 도로교통법 제20조의2에서 "도로운송법 제19조 제1항에 규정하는 일반 승합 여객 자동차 운송사업자에 의한 동법 제5조 제1항 제3호에 규정하는 노선 정기 운행 의용에 제공하는 자동차 기타 정령으로 정하는 자동차"(=노선 버스)의 우선 통행이 정해져 있다. 버스 전용 차로와 달리 노선 버스 이외의 차량도 주행할 수 있지만 노선 버스나 스쿨 버스가 올 경우 즉시 양보를 해줘야 한다. 다만 긴급 주행중인 긴급 자동차, 50cc 이하의 스쿠터, 경차 및 소형 특수 자동차는 노선 버스나 스쿨 버스가 접근해도 양보할 필요가 없다.
버스 우선 차로임을 나타내는 도로 표지판은 버스전용차로 표지판과 비슷하지만 측면 양쪽 끝이 실선이 아닌 점선이며 "専用"가 아닌 "優先"이라고 되어 있다.

### 영국
런던의 총 240km 구간에 버스전용차로가 있다. 이 구간에는 750만명이 살고 있다.

### 오스트레일리아

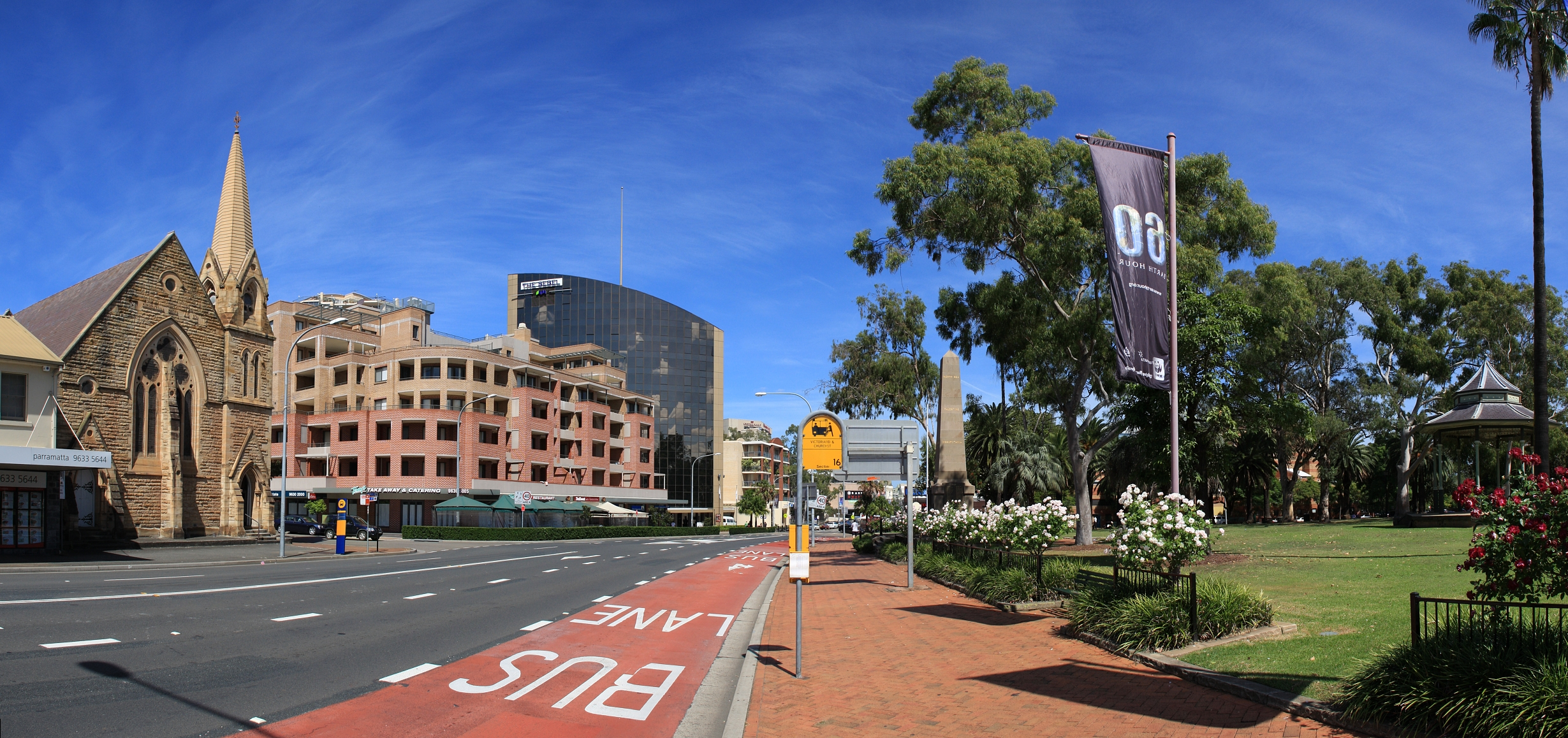
오스트레일리아 뉴사우스웨일스 파라마타 지역의 처치 스트리트 앞 버스전용차로

시드니 지역의 총 90km 이상의 구간에 버스전용차로가 있다.

### 중국
쿤밍 지역의 42km 구간과 베이징 지역의 294km 구간이 버스전용차로이다.

### 칠레
산티아고 지역의 총 200km 구간에 버스전용차로가 있다.

### 핀란드
헬싱키 지역의 총 44km 구간에 버스전용차로가 있다.

## 같이 보기
- 간선급행버스체계
- 대한민국의 버스전용차로

### 내용주
1. ↑  1985년(쇼와 60년)에 설치된 나고야 도심과 동부 주거 지역을 연결하는 10.4km 길이의 도로에서 지하철의 정비가 늦어져 나고야 시의 대체 교통으로 탄생하였다.[13]